# Siège de Constantinople (1391-1392)
Pour les articles homonymes, voir Siège de Constantinople.
Guerres byzantino-ottomanes
Batailles
- Bapheus
- Campagne catalane
- Bursa
- Pélékanon
- Nicée
- Nicomédie
- 1re Gallipoli
- 2e Gallipoli
- Philadelphie
- 1re Constantinople
- 2e Constantinople
- 3e Constantinople
- 4e Constantinople
- Thessalonique
- Bosphore
- 5e Constantinople

Le siège de Constantinople en 1391-1392 est le premier siège mené par Bayezid Ier qui entreprend le blocus de Constantinople, la capitale de l'Empire byzantin. Il est fait en réponse à l'arrivée au pouvoir de Manuel II Paléologue en 1391.
Ce dernier, après la mort de Jean V Paléologue, s'enfuit de Brousse où le sultan le détient captif pour ceindre la couronne impériale et empêcher une éventuelle guerre civile entre lui et Jean VII Paléologue. Bayezid souhaitait intervenir dans les affaires de succession byzantines pour démontrer sa domination sur ses sujets. Ce siège est à la fois terrestre et maritime. Les Turcs ne viennent pas à bout des murailles de la ville.

## Le siège
En 1392, une armée hongroise menée par le roi Sigismond Ier de Luxembourg oblige Bayezid Ier à lever le siège de Constantinople.
En 1393, Bayezid assiège la ville de Tirnovo (Veliko Tarnovo), capitale de l'Empire bulgare. Après cette campagne en Valachie et l'annexion de la province de Salonique en Grèce, le siège de Constantinople reprend en 1394.